# Proton Synchrotron Booster

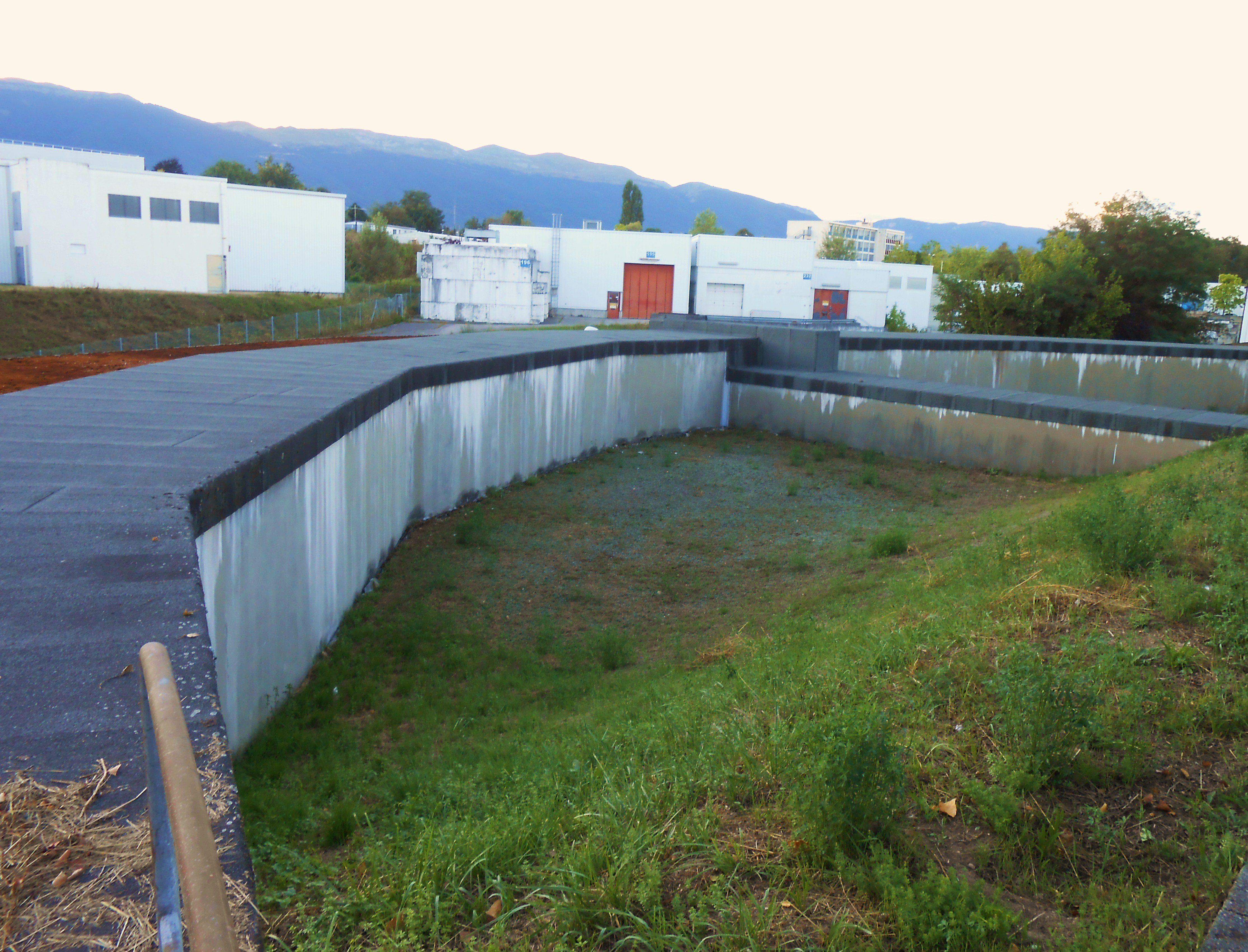
La superficie esterna del PS Booster al CERN: l'acceleratore è visibile come un edificio dalla forma circolare che emerge dal suolo.

Il Proton Synchrotron Booster (PS Booster), è il più piccolo sincrotrone del complesso di acceleratori del Large Hadron Collider (LHC) al CERN di Ginevra.
Il PS Booster è costituito da 4 sincrotroni sovrapposti con un raggio di 25 m. Riceve protoni dall'acceleratore lineare Linac2 a un'energia di 50 MeV, li accelera fino a 1,4 GeV e li invia al Proton Synchrotron (PS). 
Prima dell'attivazione del PS Booster (avvenuta il 26 maggio 1972), i protoni venivano inviati direttamente dal Linac al PS, dove venivano accelerati fino a 26 GeV. La bassa energia dei protoni provenienti dal Linac (50 MeV) limitava il numero di protoni che il PS poteva ricevere. L'inserimento del PS Booster nella catena di acceleratori ha permesso di aumentare di circa 100 volte il numero di protoni inviati al PS, ciò ha aumentato considerevolmente le possibilità di utilizzo del fascio da parte degli esperimenti.